# Bob Hodge
Robert "Bob" Hodge é um linguista australiano conhecido por seus trabalhos em análise do discurso. É considerado um dos principais desenvolvedores, junto a Gunther Kress e Roger Fowler, da análise crítica do discurso, assim como da sociossemiótica. Sua pesquisa também se relaciona a paradigmas e áreas como o marxismo, a psicanálise e a teoria do caos, empregando frequentemente a transdisciplinaridade. É professor emérito da Universidade de Western Sydney.